# Moderne vijfkamp op de Olympische Zomerspelen 1992
De moderne vijfkamp is een van de sporten die beoefend werden tijdens de Olympische Zomerspelen 1992 in Barcelona.

## Heren

### Individueel
| rang   | sporter               | land | Schermen | Zwemmen | Schieten | Atletiek | Paardensport | totaal |
| ------ | --------------------- | ---- | -------- | ------- | -------- | -------- | ------------ | ------ |
| Goud   | Arkadiusz Skrzypaszek | POL  | 1000     | 1252    | 1120     | 1147     | 1040         | 5559   |
| Zilver | Attila Mizsér         | HUN  | 898      | 1208    | 1135     | 1213     | 992          | 5446   |
| Brons  | Eduard Zenovka        | EUN  | 830      | 1300    | 1240     | 1255     | 736          | 5361   |
| 4      | Anatoli Starostin     | EUN  | 864      | 1236    | 1120     | 1117     | 1010         | 5347   |
| 5      | Roberto Bomprezzi     | ITA  | 847      | 1148    | 1105     | 1216     | 1010         | 5326   |
| 6      | Håkan Norebrink       | SWE  | 847      | 1272    | 1030     | 1072     | 1100         | 5321   |
| 7      | Marian Gheorghe       | ROU  | 878      | 1252    | 955      | 1108     | 1100         | 5293   |
| 8      | Graham Brookhouse     | GBR  | 762      | 1304    | 1015     | 1141     | 1070         | 5292   |

### Team
| rang   | sporters                                                | land | Schermen     | Zwemmen        | Schieten       | Atletiek       | Paardensport   | totaal         | team  |
| ------ | ------------------------------------------------------- | ---- | ------------ | -------------- | -------------- | -------------- | -------------- | -------------- | ----- |
| Goud   | Arkadiusz Skrzypaszek Dariusz Gożdziak Maciej Czyżowicz | POL  | 1000 796 779 | 1252 1108 1272 | 1120 1195 1105 | 1147 1135 1087 | 1040 1020 962  | 5559 5254 5205 | 16018 |
| Zilver | Eduard Zenovka Anatoli Starostin Dmitri Svatkovski      | EUN  | 830 864 796  | 1300 1236 1224 | 1240 1120 985  | 1255 1117 1201 | 736 1010       | 5361 5347 5216 | 15924 |
| Brons  | Roberto Bomprezzi Carlo Massullo Gianluca Tiberti       | ITA  | 847 677 864  | 1148 1200 1292 | 1105 1150 1075 | 1216 1123 913  | 1010 1100 1040 | 5326 5250 5184 | 15760 |
| 4      | Michael Gostigian Rob Stull James Haley                 | USA  | 728 983 796  | 1324 1232 1256 | 1105 1000 1090 | 1138 1114 988  | 980 875 1040   | 5275 5204 5170 | 15649 |
| 5      | Attila Mizsér László Fábián Attila Kálnoki Kis          | HUN  | 898 1034 864 | 1208 1284 1204 | 1135 820 1045  | 1213 1126 1150 | 992 800 798    | 5446 5064 5061 | 15571 |
| 6      | Graham Brookhouse Richard Phelps Dominic Mahony         | GBR  | 762 932 796  | 1304 1312 1140 | 1015 925 895   | 1141 1177 1162 | 1070 900 1040  | 5292 5246 5033 | 15571 |
| 7      | Sébastien Deleigne Joël Bouzou Christophe Ruer          | FRA  | 779 830 779  | 1228 1156 1320 | 1030 1060 1030 | 1174 1132 1240 | 1040 1038 605  | 5251 5216 4974 | 15441 |
| 8      | Håkan Norebrink Per Nyqvist Per-Olov Danielsson         | SWE  | 847 762 813  | 1272 1184 1212 | 1030 1090 985  | 1072 1117 1048 | 1100 976 920   | 5321 5129 4978 | 15428 |

## Medaillespiegel
| rang   | land             | goud | zilver | brons | totaal |
| ------ | ---------------- | ---- | ------ | ----- | ------ |
| 1      | Polen            | 2    | 0      | 0     | 2      |
| 2      | Gezamenlijk team | 0    | 1      | 1     | 2      |
| 3      | Hongarije        | 0    | 1      | 0     | 1      |
| 4      | Italië           | 0    | 0      | 1     | 1      |
| totaal | totaal           | 2    | 2      | 2     | 6      |